# Александър Текелиев
Александър Текелиев е български композитор и музикален педагог, професор в Националната музикална академия „Панчо Владигеров“.

## Биография
Роден е на 3 юни 1942 г. в Свиленград. През 1968 г. завършва Българската държавна консерватория с композиция при проф. В. Стоянов. От 1971 до 1976 г. работи като отговорен редактор в Българско национално радио. През 1980 г. специализира композиция и оркестрация в Будапеща при Атила Бозаи, а през 1982 г. в Париж при Мишел Филипо. От 1977 г. преподава в Държавната музикална академия, а от 1991 г. е професор по композиция и симфонична оркестрация.

## Творчество
Автор е на музикално сценични произведения, две оратории и други вокално-симфонични творби, симфонии за струнен оркестър и други камерно-инструментални опуси, както и на вокални цикли и художествени песни, хорови песни, включително детски и юношески песни и вокализи, които са представителен репертоар за българските състави, солови песни за деца, обработки за народен хор, музика към филми и др. Над 110 негови произведения са публикувани в България и в чужбина, 50 са записани на плочи. Произведенията му са изпълнявани във Франция, Италия, Гърция, Япония, Унгария, Португалия, Русия, Украйна, Швеция, Полша, Германия, Австрия, Мексико, Норвегия и др. Носител на национални награди и отличия, сред които Наградата на София за балета „Сянката“ през 1985 г. и др.

## Награди
- „Заслужил артист“ (24 май 1981).
- първа награда за хорови творби на Съюза на българските композитори за 1978 г. (1979),
- награда на София за балета „Сянката“ (1985),
- награда „Проф. Васил Арнаудов“ на Софийския камерен хор „Васил Арнаудов“ (юни 1998),
- награда „Златен век“ на Министерството на културата (29 ноември 2016).